# Cantone di El Pan
Il Cantone di El Pan è un cantone dell'Ecuador che si trova nella Provincia di Azuay.
Il capoluogo del cantone è El Pan.